# Generation Ninja
Generation Ninja (Originaltitel: Shuriken School) ist eine französisch-spanische Zeichentrickserie, die von Nickelodeon produziert und im Jahr 2006 erstmals ausgestrahlt wurde.

## Inhalt
Die drei Kinder Eizan Kaburagi, Jimmy B. und Okuni Dohan gehen zusammen auf die Shuriken-Schule, einer Ninja-Akademie in Tokirohama. Die Schule ist mit der Katana-Schule verfeindet. 
Der zehnjährige Eizan Kaburagi kommt aus einer asiatischen Familie, ist intelligent und fleißig. Er will Ninja werden, um kein Reisverkäufer werden zu müssen. Jimmy B. kommt aus einer wohlhabenden New Yorker Familie, hat seine Zeit aber lieber mit auf der Straße und mit Rap und Breakdance verbracht. Seine Eltern schickten ihn nach Tokirohama. Das Mädchen Okuni Dohan ist geübt und kann viele Lektionen auswendig. 

## Produktion und Veröffentlichung
Die Serie wurde 2006 von Xilam in Frankreich und Zinkia Entertainment in Spanien im Auftrag von Nickelodeon produziert. Regie führte Pascal Morelli, die Musik komponierte Hervé Lavandier. Ab dem 11. Februar 2006 von Nickelodeon in den USA ausgestrahlt und ist bisher nicht abgeschlossen. 
Später folgte eine Ausstrahlung in Großbritannien und seit dem 1. Februar 2007 in Deutschland durch Jetix. Die Folgen wurden wiederholt bei Nickelodeon und SF zwei. Sie wird auch auf Jetix's Nachfolgesender Disney XD gezeigt. Die Serie wurde unter anderem auch ins Japanische und Polnische übersetzt. 

## Synchronisation
| Rolle                        | Englischer Synchronsprecher | Deutscher Synchronsprecher   |
| ---------------------------- | --------------------------- | ---------------------------- |
| Eizan Kaburagi               | Nathan Kress                | Dirk Petrick                 |
| Jimmy B.                     |                             | Diana Borgwardt              |
| Okuni Dohan                  |                             | Julia Meynen                 |
| Ami                          |                             | Julia Kaufmann               |
| Nobunaga                     |                             | Tobias Müller                |
| Jacques                      |                             | Wanja Gerick                 |
| Marcos                       |                             | Julien Haggége               |
| Choki                        |                             | Rainer Fritzsche             |
| Daisuke                      |                             | Nico Mamone                  |
| Direktor der Shuriken-Schule |                             | Bodo Wolf                    |
| Vladimir Keitawa             |                             | Jürgen Kluckert              |
| Kubo Utamaro                 |                             | Peter Reinhardt              |
| Kita Shunai                  |                             | Gundi Eberhard               |
| Zumichito                    |                             | Peter Groeger                |
| Naginata                     |                             | David Turba                  |
| Kimura-Zwillinge             |                             | Ricardo Richter Raúl Richter |
| Direktor der Katana-Schule   |                             | Tilo Schmitz                 |